# Lijst van fictieve apparaten in Futurama
Dit is een lijst van fictieve apparaten uit de Amerikaanse animatieserie Futurama.

## Donkere materie
In Futurama is donkere materie (Dark Matter) een zeer dicht materiaal dat gebruikt wordt als brandstof voor ruimteschepen. Het wordt meestal gezien als een zwarte bol ter grootte van een golfbal.
De stof werd voor het eerst genoemd "Love's Labours Lost in Space". Professor Farnsworth stelde dat “elke pond van donkere materie meer weegt dan 10.000 pond”.
De enige bron van donkere materie die in de serie wordt genoemd is Nibbler en zijn ras, de Nibblonians. Hun lichaam produceert donkere materie als uitwerpselen. De planeet Vergon 6 was ooit gevuld met donkere materie, maar dit is allemaal opgebruikt. De afkomst van Dark Matter wordt bevestigd in de film Futurama: Bender's Game
Het Planet Express schip gebruikt nog geregeld pure donkere materie als brandstof, gelijk aan een stoomlocomotief die kolen verbrandt.

## Donkere materienaverbrander
Een uitvinding van Professor Farnsworth, die onder andere gebruikt wordt op het Planet Express schip. Volgens Farnsworth geeft de motor 200% meer brandstofefficiëntie aan een gewone donkere-materiemotor.

## Deathclock
Voor het eerst gezien in "A Big Piece of Garbage". De Deathclock (letterlijk: doodsklok) is een uitvinding van Professor Farnsworth voor de wetenschapsacademie. Als iemand zijn vinger in een gleuf boven in de doos stopt, geeft de klok aan hoelang die persoon nog te leven heeft. Het apparaat kan er een paar seconden naast zitten. Fry is de enige die de machine daadwerkelijk gebruikt. Zijn tijd werd niet getoond aan de kijkers, maar de andere personages waren duidelijk verbaasd over de uitslag.

## F-Ray
Een F-Ray is een nog experimentele uitvinding van Professor Farnsworth. Hij lijkt op een gewone zaklamp, maar de lichtstraal van dit apparaat heeft hetzelfde effect als röntgenstraling. De F-Ray kan ook door metaal heen kijken. De gebruiker van de F-Ray moet wel een veiligheidsbril dragen. Het is een parodie op röntgenstraling, in het Engels X-Ray genoemd. De F staat wellicht voor Farnsworth.

## Fing-Longer
Nog een uitvinding van Farnsworth. De Fing-Longer is een instrument om machines over “grote afstand” te bedienen. De uitvinding is in feite niets meer dan een handschoen met een uitschuifbare wijsvinger waarmee de drager vanaf een afstandje de knoppen van een machine kan induwen.

## Holofoon
De holofoon (Engels: holophonor) is een fictief muziekinstrument dat naast muziek ook holografische beelden kan maken. De kwaliteit van deze beelden hangt af van de vaardigheid en de gedachten van de speler. Zeer ervaren holofoonspelers kunnen met deze beelden een compleet filmpje maken. Volgens Leela is de holofoon een enorm lastig instrument om te bespelen: slechts een paar mensen in het universum kunnen het, en zelfs zij zijn er niet goed in. Toen in de aflevering "Parasites Lost" Fry’s lichamelijk en mentale toestand werd verbeterd door parasieten in zijn lichaam, kon hij de holofoon bespelen als geen ander. Nadat de parasieten Fry’s lichaam hadden verlaten, probeerde hij holofoonlessen te nemen.

## Leela's polsband
Leela draagt altijd een gecomputeriseerde polsband. Het nut van deze polsband is niet echt bekend, zelfs niet voor Leela zelf, maar hij is mogelijk verbonden met haar oude werk in het cryogeen lab. Ze draagt het ding zelfs in bed.
De polsband is tot verschillende dingen in staat. Hij bevat een communicatieapparaat, computerspel, lasersnijder, gezichtslaser voor noodgevallen, een opspoormechanisme en voedseltester. En eronder zit een vreemde armband, die Leela als baby om had toen ze werd achtergelaten voor het weeshuis.

## De Probulator
De probulator wordt gebruikt door het personeel van Applied Cryogenetics. Iedereen die wordt ontdooid na te zijn ingevroren krijgt door deze machine een sonde toegediend (een erg pijnlijk proces). Tevens controleert de machine of de persoon in kwestie nog levende familie heeft. Dit overkwam Fry in de pilotaflevering.

## Familiedetector
Kort gezien in "Space Pilot 3000". Twee mensen stoppen elk hun vinger in de machine, en indien ze familie van elkaar zijn gaat er een lampje branden. Professor Farnsworth gebruikte deze machine om te kijken of Fry echt zijn voorouder was.

## Robo Puppy
Robo Puppy is de naam van een robothond gekocht door Bender in de aflevering "Jurassic Bark". Robo Puppy lijkt sterk op AIBO.

## Robot wash
In de aflevering "My Three Suns", gaat Bender door deze wasstraat voor robots. De machine is gelijk aan een autowasstraat.

## Smelloscope
In de aflevering "A Big Piece of Garbage" vindt Professor Farnsworth de Smelloscope uit omdat hij zijn andere uitvinding, de deathclock, al een jaar eerder had gepresenteerd. De smelloscope lijkt op een gewone telescoop, maar kan ook geuren van ver weg dichterbij halen. De smelloscope kwam ook voor in "Godfellas", "Time Keeps on Slippin'", en "A Clone of My Own".

## Stop'n'Drop suicide booth
De Stop'n'Drop suicide booth is een machine waarmee mensen voor 25 cent zelfmoord kunnen plegen. De booths ruimen achteraf ook de lijken op. Blijkbaar worden ze al gebruikt sinds 2008.

## What-If Machine
Nog een uitvinding van Farnsworth. De What-If Machine kan mensen laten zien wat er zou gebeuren als bepaalde dingen anders waren gelopen. Eerst krijgt het apparaat een “wat als” vraag voorgelegd. Daarna berekent de machine het meest logische scenario en toont dat op een scherm. De machine stond centraal in de afleveringen "Anthology of Interest I" en "Anthology of Interest II".